# هاميلتون روس
هاميلتون روس (26 أغسطس 1849 في غرينادا - 29 مارس 1938 في غرينادا) (بالإنجليزية: Hamilton Ross)‏ هو لاعب كريكت بريطاني وبريطاني (وحمل سابقاً جنسية المملكة المتحدة لبريطانيا العظمى وأيرلندا). لعب مع نادي مقاطعة ميدلسكس للكريكت ‏ ونادي مقاطعة سومرست للكريكت ‏ ونادي مارليبون للكريكت ‏.

## وصلات خارجية
- هاميلتون روس على موقع إي آس بي آن كريك إنفو (الإنجليزية)